# おのさなえ
おの さなえ（1979年4月10日 - ）は、日本の女優。岡山県出身。

## 出演

### 映画
- 孤高のメス（2010年） - 当麻峰子
- 臨場 劇場版（2012年） - 鑑識課員尾形
- 魔法少年☆ワイルドバージン（2019年）

### テレビドラマ
- 臨場（2009年、2010年、テレビ朝日） - 鑑識課尾形
- 刑事シュート しゅうと&ムコの事件日誌 2〜5（2010年 - 、TBS） - 小野恵子
- 月曜ゴールデン 船上パーサー氷室夏子（2012年、TBS） - 馬場絵麻
- ペコロスの母に会いに行く（2013年、NHK BSプレミアム） - 介護師
- ママが生きた証（2014年、テレビ朝日） - 助産師
- 新・刑事吉永誠一（2014年、テレビ東京） - 丸子
- 64（ロクヨン）（2015年、NHK） - 佐久間早智
- 月曜プレミア8 横山秀夫サスペンス「モノクロームの反転」（2020年11月9日、テレビ東京） - 小学校の教員
- ナンバMG5 第4話（2022年5月11日、フジテレビ）